# 52649 Крісміт
52649 Крісміт (52649 Chrismith) — астероїд головного поясу, відкритий 27 грудня 1997 року.
Тіссеранів параметр щодо Юпітера — 3,220.